# 라미즈 제루키
라미즈 라비 제루키(아랍어: رامز العربي زروقي, 네덜란드어: Ramiz Larbi Zerrouki, 1998년 5월 26일 ~ )는 에레디비시의 트벤터에서 중앙 미드필더로 활약하고 있는 알제리의 프로 축구 선수이다. 네덜란드에서 태어난 그는 알제리 국가대표팀에서 뛰고 있다.

## 구단 경력

### 페예노르트
2022년 여름 페예노르트는 제루키에게 관심을 표명했지만 이적은 실현되지 않았다. 이러한 상황은 2022-23 겨울 이적시장 동안 양 구단이 합의에 이르지 못한 채 지속되었다. 그러나 2023년 6월 합의에 도달했고, 제루키는 페예노르트와 4년 계약을 체결했다.
제루키는 8월 4일, 1-0으로 패한 라이벌 PSV와의 요한 크라위프 스할 경기에서 데뷔 전을 치렀다.

## 국가대표팀 경력
제루키는 네덜란드 태생으로 알제리 출신이다. 그는 2021년 3월 25일 잠비아와의 2021년 아프리카 네이션스컵 예선 전에서 알제리 축구 국가대표팀 데뷔 전을 치렀다.
그는 2021년 9월 2일, 지부티와의 경기에서 알제리 축구 국가대표팀 첫 골을 기록했다.
그는 2021년 아프리카 네이션스컵에 참가할 알제리 대표팀 선수단에 포함되었다.
2023년 12월, 그는 2023년 아프리카 네이션스컵에 참가할 알제리 축구 국가대표팀 명단에 이름을 올렸다.